# Kameni Žakan
Koordinati:   43°43′17″N, 15°26′14″E
Kameni Žakan je nenaseljen otoček v Jadranskem morju. Pripada Hrvaški.
Kameni Žakan leži v  Narodnem parku Kornati. Otoček s površino 0,315 km² leži okoli 1 km jugozahodno od Škulja, in ima 2,97 km dolgo obalo. Najvišji vrh je visok 33 mnm. Od Ravnega Žakana ga ločuje okoli 0,4 km širok in do 8 m globok preliv Luka Žakan.